# José Meurer Ripper
José Meurer Ripper również znany jako Ripper (ur. 12 czerwca 1908 w Niterói, zm. ?) – brazylijski piłkarz grający na pozycji napastnika.

## Kariera klubowa
Ripper karierę piłkarską rozpoczął we Fluminense Rio de Janeiro w 1926. W latach 1933–1935 występował we CR Flamengo.

## Kariera reprezentacyjna
W reprezentacji Brazylii Ripper zadebiutował 10 lipca 1929 roku w meczu z węgierskim klubem Ferencvárosi TC. Nigdy nie wystąpił w meczu międzypaństwowym reprezentacji Brazylii.